# Communauté de communes de la Côte du Rhône gardoise
La communauté de communes de la Côte du Rhône gardoise est une ancienne communauté de communes française située dans le département du Gard, en région Occitanie.

## Historique
Elle est créée le 18 décembre 2000.
En 2011, le préfet du Gard, Hugues Bousiges, dévoile la proposition d'évolution de l'intercommunalité. Dans cette dernière, la CCCRG pourrait se voir absorbée par la communauté d'agglomération du Grand Avignon. Ce schéma doit cependant être approuvé par la CDCI, commission départementale de coopération intercommunale.
La commune de Lirac a quitté la communauté de communes de la Côte du Rhône gardoise le 1er janvier 2013 pour rejoindre la communauté d'agglomération du Gard rhodanien.
La communauté de communes est dissoute le 31 décembre 2016 : Saint-Laurent-des-Arbres rejoint la communauté d'agglomération du Gard rhodanien, alors que Roquemaure et Montfaucon sont intégrées dans la communauté d'agglomération du Grand Avignon.

## Territoire communautaire

### Composition
Elle comprend trois communes :
| Nom                      | Code Insee | Gentilé          | Superficie (km2) | Population (dernière pop. légale) | Densité (hab./km2) |
| ------------------------ | ---------- | ---------------- | ---------------- | --------------------------------- | ------------------ |
| Roquemaure (siège)       | 30221      | Roquemauriens    | 26,22            | 5 464 (2014)                      | 208                |
| Montfaucon               | 30178      | Montfauconnais   | 4,24             | 1 432 (2014)                      | 338                |
| Saint-Laurent-des-Arbres | 30278      | Saint-laurentais | 16,35            | 2 829 (2014)                      | 173                |